# Fiat 1500 (1935)
O Fiat 1500 foi um automóvel de seis cilindros produzido pela Fiat de 1935 a 1950. Foi um dos primeiros carros testados em um túnel de vento, seguindo o Chrysler Airflow produzido um ano antes. Seu estilo alcançou uma eficiência aerodinâmica até então inigualável em um automóvel de passeio (ao contrário do fracasso do Airflow da Chrysler) e refutou a tese de que carros aerodinâmicos não venderiam bem.

## História
O Fiat 1500 foi introduzido no Salone dell'automobile di Milano (Salão do Automóvel de Milão) de novembro de 1935. Era equipado com um motor de seis cilindros em linha de 1.493 cc com válvulas no cabeçote, produzindo 45 PS (33 kW; 44 hp) a 4.400 rpm. A transmissão manual tinha quatro velocidades e sincronizado nas duas marchas superiores. A velocidade máxima era de 115 km/h. Pela primeira vez em um Fiat, havia suspensões independentes na frente, do tipo Dubonnet. A plataforma era em formato de X, com uma seção central em caixa. A Fiat oferecia dois estilos de carroceria de fábrica, um sedã sem pilares de 4 portas com portas suicidas na traseira e um conversível de 2 portas com portas suicidas também; ambos não tinham tampa do porta-malas, pois o compartimento de bagagem só era acessível dobrando o banco traseiro e carregava uma roda sobressalente externa em um recesso na parte traseira da carroceria. Como alternativa, o 1500 também estava disponível como chassi simples, e vários carros receberam carrocerias construídas.

### 1939: 1500 B
Um modelo melhorado, de segunda série, foi introduzido em 1939, distinguido como era costume da Fiat na época por uma letra adicionada ao nome do modelo: o Fiat 1500 B. Ele tinha freios mais potentes e um freio de mão atuando na transmissão por meio de um freio de banda em vez dos freios a tambor do eixo traseiro como antes. O 1500 B era, de outra forma, virtualmente indistinguível do modelo original.

### 1940: 1500 C
O 1500 B teve vida curta, pois em 1940 a Fiat o substituiu pelo 1500 C, ostentando uma parte frontal redesenhada e com aparência mais convencional. Seguindo o visual introduzido com o carro-chefe Fiat 2800 de 1938, a grade era pontuda, mais alta e mais ereta do que antes — o chamado musone, focinho grande. Os faróis deixaram de ser integrados nos paralamas dianteiros. Começando com este modelo, a única opção de carroceria de fábrica era o sedã de 4 portas.

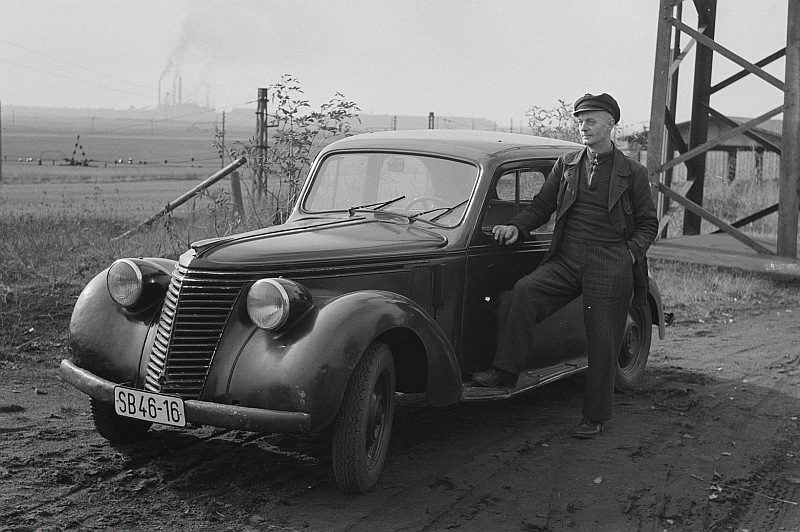
Um 1500 C ou D, mostrando a parte frontal redesenhada usada a partir de 1940.

### 1946: 1500 D
Em 1946, após a Segunda Guerra Mundial, a Fiat retomou a produção de modelos pré-guerra, o 500, 1100 e o 1500 C. Como o desenvolvimento contínuo de carros totalmente novos levaria alguns anos, melhorias foram feitas para manter esses veículos vintage dos anos 1930 competitivos no mercado. O 1500 D resultante foi introduzido no Salão do Automóvel de Turim de 1948, junto com o 1100 B atualizado e o 500 B Giardiniera (perua). Externamente, o 1500 D permaneceu praticamente inalterado em relação ao 1500 C de 1940, enquanto havia diferenças mecânicas significativas. A suspensão dianteira Dubonnet foi substituída por um design de braço duplo semelhante ao dos 1100s; portanto, a direção também teve que ser alterada. O motor foi equipado com um carburador Weber 30 DCR de duplo afogador, tinha uma taxa de compressão maior de 6,2:1 e outras mudanças, aumentando a potência para 47 PS (35 kW; 46 hp); a velocidade máxima subiu para 120 km/h. Entre 1948 e 1949, a produção deste modelo chegou a mais de 2.800.

### 1949: 1500 E
A quinta e última versão do 1500, o 1500 E, foi mostrada pela primeira vez na Fiera del Levante de 1949 em Bari, junto com o 1100 E, atualizado de forma semelhante. A principal característica distintiva desses modelos "E" era seu compartimento de bagagem, acessível de fora do carro; o pneu sobressalente montado anteriormente na traseira tinha que ser carregado para dentro do carro, aparafusado dentro da tampa do porta-malas recém-adquirida. No caso do 1500, a carroceria atrás das portas traseiras foi redesenhada: a parte traseira inclinada, quase inalterada desde 1935, deu lugar ao estilo de três volumes. Junto com para-choques mais robustos, isso aumentou o comprimento total do carro em cerca de 3 cm. A janela traseira era uma peça única em vez de ser dividida, e os estribos foram integrados nas estampas laterais da carroceria. Outras revisões notáveis foram feitas na transmissão: a embreagem foi reforçada, o sincronizador foi adicionado à segunda marcha e, dentro da cabine, havia um câmbio montado na coluna. No total, cerca de 1.700 1500 Es foram feitos, para um total de cerca de 46.000 1500s de todos os modelos. Após 15 anos de produção, em 1950, o 1500 foi substituído pelo inovador monobloco Fiat 1400, o primeiro carro totalmente novo da marca no pós-guerra.